# Waber
Waber ist ein Familienname.

## Namensträger
- Bernard Waber (1921–2013), US-amerikanischer Kinderbuchautor und -illustrator
- Bernhard Anton Waber (1884–1945), deutscher General der Flieger im Zweiten Weltkrieg
- Christian Waber (* 1948), Schweizer Politiker
- Leopold Waber (1875–1945), österreichischer Jurist und Politiker
- Linde Waber (* 1940), österreichische Grafikerin und Malerin